# Migracions sèrbies
Les migracions sèrbies (Serbi: Velike seobe Srba/Велике сеобе Срба) es refereixen principalment a dues grans migracions de serbis de l'Imperi Otomà a la monarquia dels Habsburgs. Aquestes tenen una gran importància política, lingüística i cultural per als Balcans. Aquestes migracions van estar motivades per diverses raons : algunes, massives i puntuals, són conseqüència de la política d'ocupació turca, com la gran migració de 1690. D'altres, més difuses però que comprenen períodes més llargs, de vegades segles, eren migracions de colonització, eren migracions de colonització, provocades per la sobrepoblació o per problemes mediambientals (desforestació, sequera) segons les especificitats de les regions que s'habitaven.
La primera gran migració es va produir durant la Gran Guerra Turca sota el patriarcat serbi Arsenije III Čarnojević, i va néixer a conseqüència de la retirada d'Habsburgo dels territoris otomans als Balcans, temporalment ocupats pels Habsburgs entre 1689 i 1692. La segona gran migració va tenir lloc en 1737-1739 sota el patriarca serbi, Arsenije IV Jovanović, també paral·lela a la retirada dels Habsburg dels territoris que tenien als Balcans, que en aquesta època es coneixien com el Regne de Sèrbia i el Banat de Temeswar. Les diferents emigracions anteriors de l'Imperi Otomà es consideren ètnicament serbies, mentre que les de la primera gran migració son ja considerades com a nació Sèrbia. Aquesta migració va portar el segell del cristianisme ortodox i el seu patriarca.

## Migració dels Serbis de Sèrbia Blanca a l'Imperi Romà d'Orient,

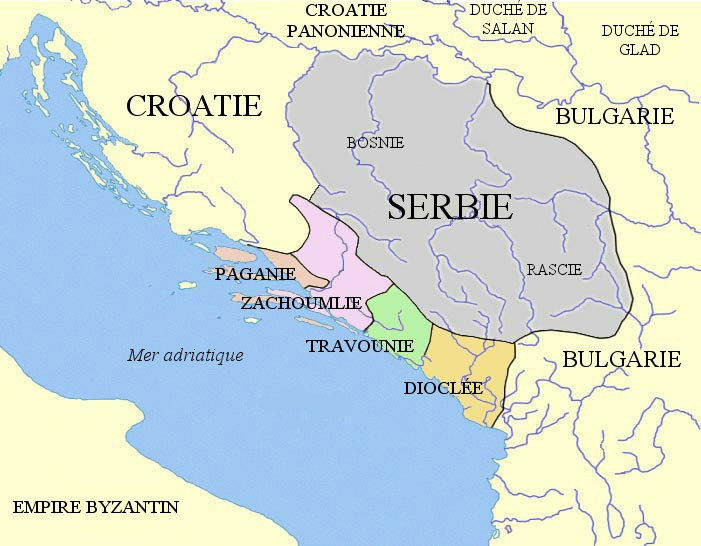
Els territoris poblats pels Serbis després que van ser ocupats pels Avars, segons Sobre l'administració de l'imperi

## Migració dels Serbis de Sèrbia Blanca a l'Imperi Romà d'Orient,seglevii

### Migració de 990
L'any 990 es va produir un intercanvi de poblacions entre l'Imperi Romà d'Orient i el regne eslau de la Gran Moràvia: una part dels Serbis de Sèrbia blanca (els descendents dels quals actuals són els Sòrabs de l'Alemanya oriental) es van establir a la regió, vora d'un afluent del Danubi, el Margos, que nomenen Morava, Els Valacs d'aquesta regió, que s'havien resistit a la conquesta romana d'Orient de l'emperador Basili II, el qual havia confiscat les seves terres, es van instal·lar al nord de Moràvia, on formaren la "Valàquia morava" (oest de l'actual República Txeca). Els serbis de Moràvia es van predisposar a unir-se als seus companys, que ja havien migrat al sud del Danubi al segle vii. 

## Les migracions sèrbies sota l'ocupació turca delseglexvalseglexix
L'arribada dels serbis a la monarquia dels Habsburg, va ser constant des de la caiguda del Despotat de Sèrbia a la fi del segle xv. Aquesta, va guanyar més impuls després de l'acte de Statuta Valachorum de 1630, pel qual els Habsburg van encoratjar la seva solució a la frontera militar de Krajina. Alguns historiadors serbis, citant un document emès per l'emperador Leopold I el 1690, afirmen que les masses van ser "convidades" a venir a Hongria. El text original en llatí demostra que realment es recomanava als serbis que s'aixequessin contra els otomans i que no "desertessin" les seves terres ancestrals.
Les regions d'Hercegovina avui a Bòsnia, per part de la República sèrbia, Montenegro,i la regió de Sjenica eren regions muntanyoses on els Turcs mai van poder establir una autoritat forta. La cultura sèrbia es va preservar intacta. La major dinastia sèrbia, la Nemanjić, provindria d'aquesta regió, a més de Raška.
D'altra banda, aquestes regions es beneficiaven d'una vida sana i agradable, que no es van veure afectades per les epidèmies i asseguraven als serbis, i molt menor mortalitat infantil i una vida més llarga. Molt ràpidament es va produir un excés de població, obligant als seus habitants a emigrar. Durant quatre segles, del XIV è fins al xviii, les fonts històriques defineixen 8 migracions principals important d'aquest tipus. Els autors de l'època no van detectar migracions menors, que les portades a terme de forma minoritària, i que serien mes importants en nombre que les vuit juntes precedents.
El principal corrent migratori es va dirigir cap a la Šumadija que en aquella època era un bosc gran i dens, que assegurava als serbis una certa seguretat davant els turcs, i els permetia també de fer una guerra de guerrilles vers els otomans, gràcies als seus Haïdouks. A més, regularment, els austríacs alliberaven vastes regions durant una cert període de l'ocupació turca, i encoratjaven les migracions sèrbies. Els pagesos serbis eren un aliats de forts i alts, que proporcionaven a l'Imperi Austríac un fort contingent del seu exèrcit.
Les migracions també es van conduir sobre el curs de la regió Morava i encara més enllà a l'est al país Valac. Però ho van fer en menor mesura, perquè aquestes regions eren principalment de transició, que es trobaven sota el control turc de l'època. El curs del Morava va servir principalment com un corredor migratori a Krajina, Eslavònia, Banat i sobretot a Sirmia. Després de la Gran Migració de 1690, Sirmia, que després portarà el nom de Voivodina, seria el centre cultural dels Serbis.
Molt ràpidament, Krajina, Slavonia i Sirmia, també van ser superpoblades, reforçades regulament per nous immigrants de les regions abans esmentades. Els serbis i croats van travessar el Drava per colonitzar tot l'oest d'Hongria, Eslovènia, arribant fins a Viena i la mateixa Moràvia txeca.

## La gran Migració de 1690
La Gran Migració de 1690 va tenir lloc en el transcurs de la segona guerra austro-turca qui va tenir lloc de 1683 a 1699. Va oposar els cristians d'Europa central contra l'Imperi Otomà. L'aliança cristiana estava formada per la Casa d'Àustria, l'Imperi Rus, la República de Venècia, Polònia i els soldats-pagesos serbis, més coneguts sota el nom de Haïduks.

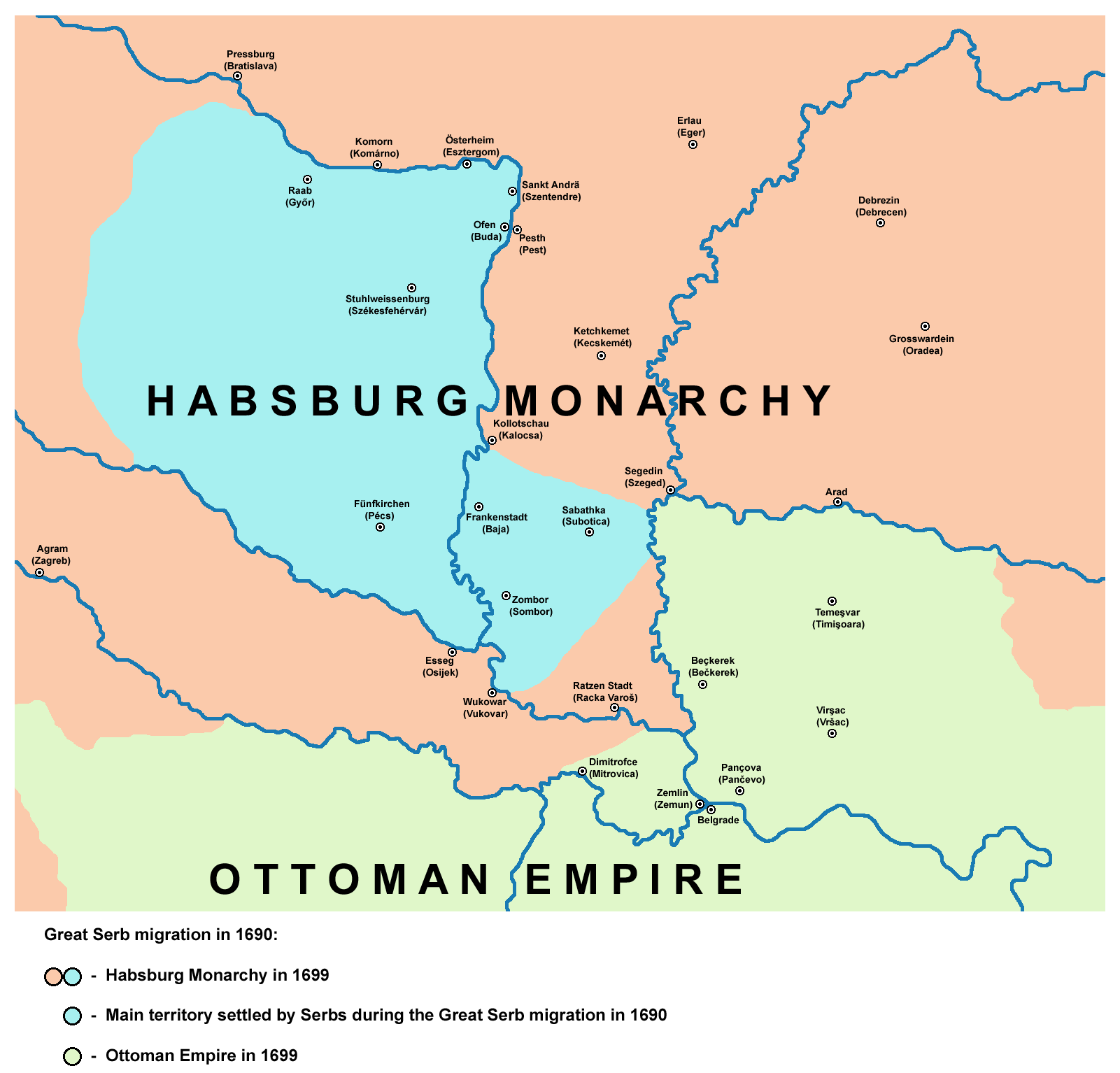
Territori principal ocupat pels serbis durant la primera gran migració sèrbia de 1690 (representada en color blau)

Aquesta guerra va començar amb la Batalla de Viena. Durant la contraofensiva al segon setge de Viena, Àustria va alliberar-se de l'ocupació turca, amb Hongria, Sèrbia i Macedònia.
Entre l'exèrcit austríac, hi havia nombrosos serbis, que van mobilitzar els seus compatriotes encara sota el jou turc. I va funcionar molt be. Els serbis sols van alliberar la regió de Macva, a l'est de Sèrbia, i Sjenica i la regió de Novi Pazar. Amb aquesta bona relació, els serbis van decidir demanar a Àustria que els ajudéssin a organitzar el seu regne. Però els austríacs no volien crear una Sèrbia independent, sinó mantenir els territoris serbis dins del seu imperi..
Durant les negociacions entre els serbis i els austríacs, els turcs havien reunit les seves forces a Rumèlia. La contraofensiva turca es va reprendre amb els Habsburgs de Macedònia i es va embarcar al sud del Kosovo. A més d'aquestes primeres derrotes, França havia declarat la guerra contra l'Imperi Habsburg a l'oest. Això era massa per a Àustria: la primera derrota davant els Turcs, l'amenaça de França sobre les possessions de l'oest, i el risc de la creació d'una Sèrbia independent. Davant de totes aquestes amenaces, Àustria va decidir retirar-se al nord del Danubi per salvar almenys una part de les seves conquestes.

### Autonomia dels Serbis dins de l'Imperi d'Àustria

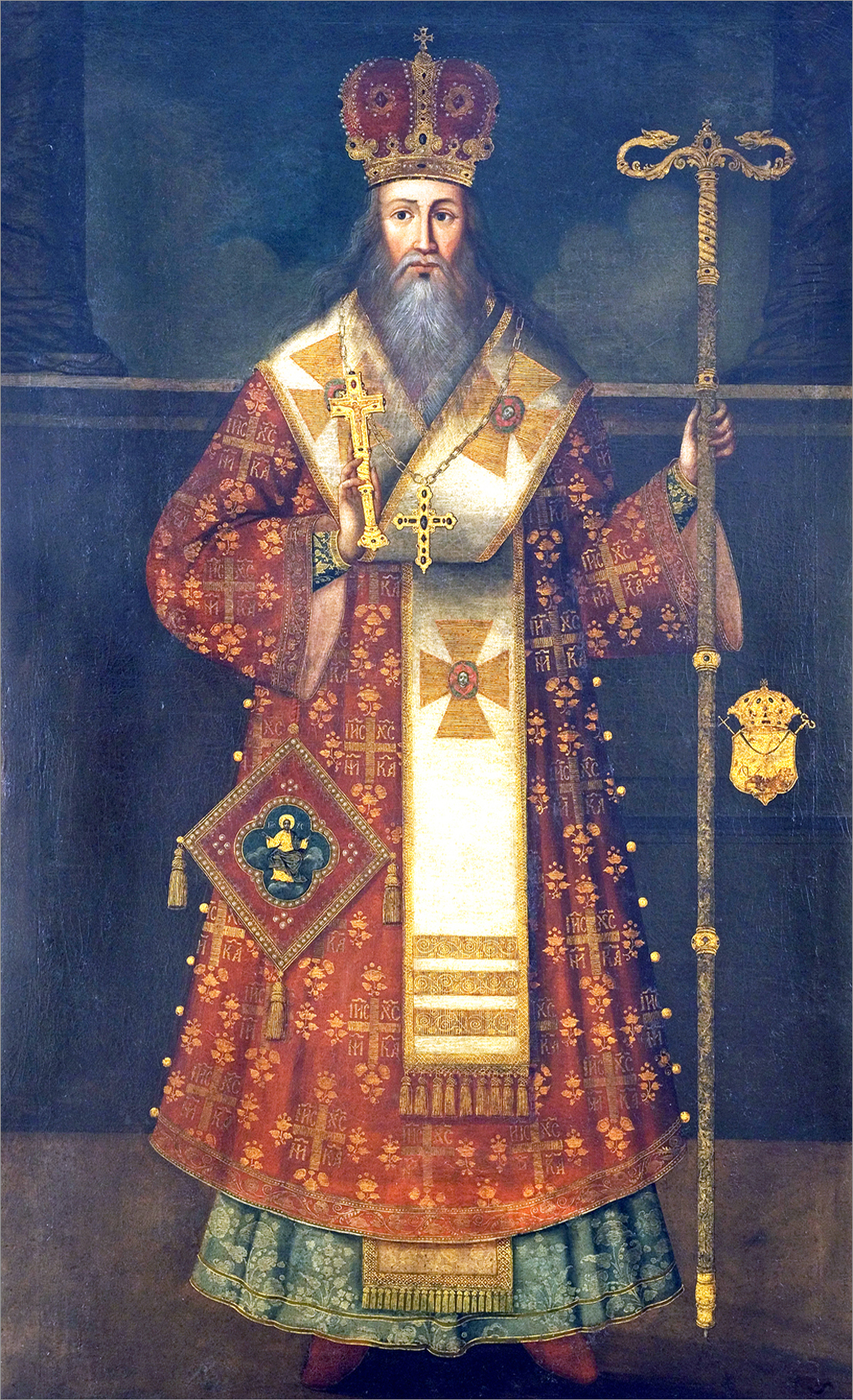
Patriarca serbi Arsenije III, cap de la primera gran migració sèrbia

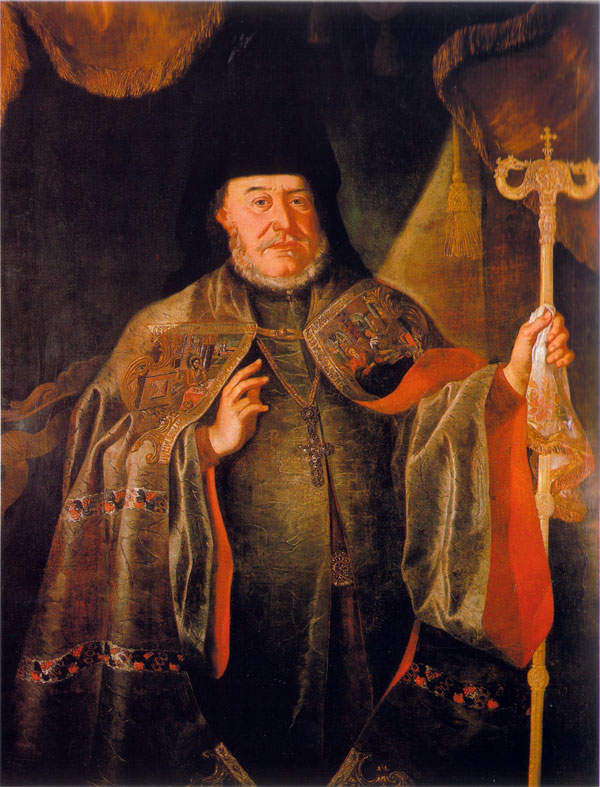
Patriarca serbo Arsenije IV, cap de la segona gran migració sèrbia

A Belgrad, es va reunir una assemblea en que es va decidir demanar a l'emperador Léopold Ier, compormetre's amb la seguretat dels seus aliats serbis. L'emperador va acceptar acollir les terres recentment alliberades al nord de Belgrad, a la riba esquerra del Danubi « tots els serbis que estaven disposats a lluitar contra els turcs ». Els va oferir « avantatges significatius i drets de pas », incloent la llibertat de culte (els Serbis són cristians ortodoxos), la llibertat de justícia i la llibertat a l'educació dels seus fills. Durant el que s'ha vingut a nomenar la Gran Guerra Turca, els serbis rebien armes per poder defensar l'Imperi contra els turcs; només podien atacar els turcs en una guerra de desgast, però havien de complir amb les ordres de mobilització de l'emperador. L'emperador, i només ell, tenia autoritat sobre els serbis que formaven el seu exèrcit personal.Tots aquests avantatges concedien pràcticament als serbis una autonomia al si mateix de l'imperi.
Arsenije III Čarnojević, el patriarca de l'Església ortodoxa sèrbia, satisfet avantatges promesos per l'emperador, va organitzar una de les més grans migracions de la història de sèrbia. Entre 1690 i 1694, de 40.000 a 200.000 serbis van abandonar territori de Kosovo (xifra enorme per a l'època amb un volum similar a quatre cops mes que la població de Londres del moment), per trobar refugi a Voïvodina, Eslavònia i Krajina. A aquesta zona se la va nomenar Vojne Krajina -frontera militar-, considerat un èxode massiu, tenint en compte la població de l'època. Sabent que els turcs ja havien pres mesures enèrgiques contra els serbis, aliats amb els austríacs, temien que el retorn dels otomans a Kosovo, focus central de la revolta sèrbia, no provoqués una matança general de la població. El 1694, l'emperador, Leopold I, nomenà Arsenije III Čarnojević com a cap de l'Església Ortodoxa recentment establerta la Monarquia. El dret patriarcal de la successió va ser garantit per l'assemblea de maig del poble serbi a Karlovci el 1848, després de la proclamació de Voivodina sèrbia durant la revolució sèrbia a les terres dels Habsburgo 1848-49. Els serbis van rebre privilegis de l'emperador, que els va garantir la singularitat nacional i religiosa, així com un corpus de drets i llibertats.
Al final de la migració, Kosovo havia perdut gran part de la seva població cristiana, així com la regió de Raska futur Sandjak. Els serbis de Kosovo es van instal·lar a les actuals regions de Voïvodina avui a Sèrbia, Eslavònia avui a Croàcia, i a la ciutat hongaresa de Szentendre, on van engrossar les files de la comunitat sèrbia. Aquests desplaçaments poblacionals des de la conquesta turca, van transformar la identitat ètnica de Kosovo, amb una majoria albanesa, malgrat una història estretament relacionada amb la dels serbis, que van ocupar la regió en diverses onades durant els segles successius.

## La gran Migració de 1737
El 1737, Àustria va declarar la guerra als Turcs, però la preparació dels austríacs era insuficient. Va ser provocada per Rússia, que va intervenir cada vegada més a Europa sud-oriental. Amb la finalitat d'evitar una gran influència de l'Imperi rus a aquesta part d'Europa, que consideraven com una part de la seva reserva territorial, Àustria pensava que havia de batre ràpidament als turcs abans que ho fessin els russos.
L'emperador d'Àustria va anar a trobar el patriarca serbi Arsenije IV Jovanović Šakabenta i li va demanar que impulsés a la rebel·lió els serbis sota domini turc. La rebel·lió sèrbia va alliberar les ciutats de Niš, Pirot, Novi Pazar. Però els Serbis estaven insuficientment sostinguts pels austríacs. Els turcs van reconquerir les ciutats alliberades i després de la victòria de Grocka l'any 1739, van recuperar també els guanys territorials de la guerra precedent. Els serbis van ser massacrats en represàlia pels turcs, que van empènyer a la migració a un gran nombre molts a la regió de Sirmia, avui Eslavònia croata.

## Immigració delseglexixa 1946
L'emigració sèrbia a aquesta època s'orientà sobretot cap als grans centres urbans i les conques mineres, a França, Bèlgica, Alemanya, Estats Units i el Canadà. Les poblacions agrícoles buscaven millorar el nivell de vida a les grans ciutats del món desenvolupat. L'emigració es va donar principalment per raons econòmiques.
A marxar de 1918, l'emigració va desaccelerar i diversificar, esdevenint també cultural. França per la seva cultura va atraure intel·lectuals serbis per fer els seus estudis. L'aliança Franco-Sèrbia i més tard Franco-Iougoslava, també van fer de París el centre de formació militar dels serbis, croats i eslovens. Els moviments artístics s'interessarien alhora per les tendències artístiques que travessen París. Amb el seu retorn, els artistes serbis creen moviments, com el surrealisme a Sèrbia o l'Escola de París a la pintura.

## Immigració de 1946 a 1991
A un primer temps, fins al començament dels anys 1960, de fet, l'emigració sèrbia a França es va deure a l'establiment del règim comunista a Iugoslàvia. Els lluitadors reialistes que van lluitar contra els nazis i els comunistes de Tito es refugien en part a França, als EUA, al Canadà i també a Austràlia..
La instal·lació a França fou també deguda a l'amistat de Dražha Mihailović i Charles de Gaulle. De Gaulle encoratjarà la seva instal·lació a França.
A partir dels anys seixanta, el deteriorament de l'economia iugoslava i el risc de revolta de la població davant el règim de Tito van empènyer el règim a organitzar una emigració massiva "temporal". Segons el règim titoista per donar una experiència a l'estranger als seus nacionals. Un milió de iugoslaus abandonarien el país entre 1965 i 1975, legalment, després d'haver signat contractes de treball amb la majoria dels països d'Europa occidental.
Els iugoslaus també eren empleats molt sol·licitats, a causa del seu alt nivell d'educació. Segons un estudi realitzat aleshores, el nivell de la seva escolarització adquirida a Iugoslàvia és el més alt de tots els immigrants entrevistats:
- 35 % tenia mes de 9 anys d'escolarització,
- 30,9 % tenia entre 7-8 anys,
- 5,4 % tenia menys d'un any d'estudis primaris, que és molt poc, fins i tot amb els varems actuals.
- 99,3 % podia llegir i escriure en el seu propi idioma (en comparació al 74,2 % del conjunt de la resta d'immigrants).

L'únic punt negre, que no era pas resultat de ser un país colonitzat pels francesos, com la majoria dels immigrats, era el seu mínim coneixement del francès.

## Immigració de 1991 a avui dia

### Expulsió dels Serbis de la República sèrbia de Krajina
Durant i després de l'operació tempesta, 500 000 Serbis van ser expulsats de Croàcia. Slobodan Milosevic els va voler instal·lar al Kosovo, però entre ells, molt pocs van acceptar instal·lar-se a la província meridional de Sèrbia, degut a l'amenaça albanesa. La gran majoria dels serbis de Croàcia es va instal·lar en Vovodina i a Belgrad. Un nombre important d'ells es va situar també a la república sèrbia de Bòsnia. Els més pobres van emigrar, a Alemanya, Àustria, Suècia, Suïssa, França, Gran Bretanya. D'altres es van instal·lar a Austràlia, Nova Zelanda, i Estats Units d'Amèrica.

### Moviment de les poblacions sèrbies a Bòsnia durant la guerra i després dels Acords de Dayton

Els territoris poblats pels Serbis a l'espai iougoslau l'any 2008

### Expulsió de les poblacions sèrbies de Kosovo
L'expulsió dels serbis de Kosovo es va iniciar durant l'assentament otomà a la regió (Edat Mitjana). Els turcs van afavorir la instal·lació de la població albanesa islamitzada, i van instar els serbis de la regió a adoptar la religió dels nous dirigents. Les poblacions cristianes de Kosovo, ja fossin sèrbies o albaneses, per una part es van convertir a l'islam, i per altra, es van quedar a Kosovo mentre mantenien la seva religió. Una tercera part van fugir de la regió. La majoria dels serbis es van establir a fronteres militars i a Montenegro, ja que els albanesos van emigrar cap al sud d'Itàlia, a Sicília (on es van convertir en els Arbëreshë). Però alguns d'ells van seguir als serbis en les fronteres militars.
Els Acords de Dayton, signats entre els presidents serbi (Slobodan Milošević), croat (Franjo Tuđman) i bosni (Alija Izetbegović), així com el negociador estatunidenc Richard Holbrooke, van posar fi a la Guerra de Bòsnia. Aquests preveien una partició de Bòsnia i Hercegovina d'una forma més o menys igualitària entre la Federació de Bòsnia i Hercegovina (croato-bosniana) i la Republika Srpska (bosniana-serbia), així com el desplegament d'una força de pau multinacional. Com a resultat de les 97. 207 víctimes totals documentades, el 65 % van ser bosnis bosnios musulmanes i el 25 % serbis. De les víctimes civils, el 83 % foren d'origen bosni. Aquests van obtenir la major part de Sarajevo i algunes posicions importants a l'est de Bòsnia i Hercegovina, controlant d'un 28% abans dels acords, a un 30% després de Dayton, però en un territori qualitativament mes important.